# فريق كريس ساكتي
فريق كريس ساكتي للاستعراض الجوي، (Kris Sakti). (بالإنجليزية: Magic Dagger)‏. هو فريق استعراض جوي تابع للقوات الجوية الماليزية الملكية. قدم أول عروضه في معرض لانكاوي الدولي للملاحة والفضاء في ديسمبر 2011.